# New Houlka
New Houlka é uma cidade  localizada no estado americano de Mississippi, no Condado de Chickasaw.

## Demografia
Segundo o censo americano de 2000, a sua população era de 710 habitantes.
Em 2006, foi estimada uma população de 699, um decréscimo de 11 (-1.5%).

## Geografia
De acordo com o United States Census Bureau tem uma área de
3,2 km², dos quais 3,2 km² cobertos por terra e 0,0 km² cobertos por água.

## Localidades na vizinhança
O diagrama seguinte representa as localidades num raio de 28 km ao redor de New Houlka.